# Semionis rarus
Semionis rarus är en stekelart som beskrevs av Nixon 1965. Semionis rarus ingår i släktet Semionis och familjen bracksteklar. Inga underarter finns listade i Catalogue of Life.